# Occultic;Nine -오컬틱 나인-
《Occultic;Nine -오컬틱 나인-》(일본어: Occultic;Nine -オカルティック・ナイン-)은 시쿠라 치요마루가 집필한 일본의 라이트 노벨이다. 일러스트는 pako가 담당하고 있다. 오버랩 문고에서 2014년 8월부터 간행되고 있다. 시쿠라의 첫 라이트 노벨 시리즈이기도 하다.

## 줄거리
오컬트판 정리 블로그 「키리키리 바사라」(キリキリバサラ)의 관리인인 가몬 유우타는 초현실적 현상을 과학적으로 논파하는 나날을 보내고 있었다. 어느 순간, 그의 주변에는 오컬트 관련 인물들이 모여들기 시작했다. 그리고 그들의 주위에서 일어나는 사소한 위화감은 마침내 커다란 사건으로 발전하고 있었다.

## 간행 목록
1. 2014년 8월 25일 발매, ISBN 978-4-906866-21-2
2. 2015년 4월 25일 발매, ISBN 978-4-86554-020-8

## 만화
〈good! 애프터눈〉 2015년 11월호부터 연재 중이다. 작화는 간지(銃爺).
1. 2016년 4월 7일 발매, ISBN 978-4-06-388133-2
2. 2016년 9월 7일 발매, ISBN 978-4-06-388182-0

## TV 애니메이션
2016년 10월부터 12월까지 TOKYO MX・ABC 아사히 방송・CBC TV・군마 TV・도치기 TV・BS11에서 방영되었다.

### 스태프
- 원작 - 시쿠라 치요마루
- 원작 일러스트 - pako
- 감독 - 이시구로 쿄헤이
- 시리즈 구성 - MAGES., 모리타토 쥰페이
- 캐릭터 디자인 - 타카세 토모아키
- 조감독 - 쿠로키 미유키
- 프롭 디자인 - 미치시타 코우타
- 미술설정 - 시오자와 요시노리
- 미술감독 - 우스이 히사요
- 색채설계 - 나카지마 카즈코
- 촬영감독 - 세키야 요시히로
- 3D 디렉터 - 오노 류타
- 편집 - 미시마 아키노리
- 음향감독 - 아케타가와 진
- 음악 - 요코야마 마사루
- 애니메이션 제작 - A-1 Pictures
- 제작 - Project OC9

### 주제가
오프닝 테마 「성수3의 제곱」(聖数3の二乗)
작사・작곡 - 시쿠라 치요마루 / 歌 - 이토 카나코
엔딩 테마 「Open your eyes」
작사・작곡 - 시쿠라 치요마루 / 노래 - 아사카(亜咲花)

### 각화 리스트
| #       | 원어 부제                    | 번역 부제                      | 각본                     | 그림 콘티                                  | 연출                     | 작화감독                  | 총작화감독                 |
| ------- | ---------------------------- | ------------------------------ | ------------------------ | ------------------------------------------ | ------------------------ | ------------------------- | -------------------------- |
| Site 01 | たくさんの人                 | 수많은 사람                    | 타카기 노보루 (高木登)   | 이시구로 쿄헤이                            | 이시구로 쿄헤이          | 타카세 토모아키(高瀬智章) | -                          |
| Site 02 | 運命を変える力なんて無いから | 운명을 바꾸는 힘 따윈 없으니까 | 타카기 노보루 (高木登)   | 쿠로키 미유키(黒木美幸)                    | 쿠로키 미유키(黒木美幸)  | 미치시타 코우타(道下康太) | 타카세 토모아키 (高瀬智章) |
| Site 03 | 妄想だったのだろうか         | 망상이었던 걸까                | 타카기 노보루 (高木登)   | 야지마 타케시(矢嶋武)                      | 야지마 타케시(矢嶋武)    | 야마다 사토시(山口智)     | 타카세 토모아키 (高瀬智章) |
| Site 04 | 犯人は我聞悠太だ             | 범인은 가몬 유우타다           | 이시구로 쿄헤이          | 하라다 타카히로 (原田孝宏) 이시구로 쿄헤이 | 하라다 타카히로          | 타카다 아키라(高田晃)     | 타카세 토모아키 (高瀬智章) |
| Site 05 | ここが新しい世界なのね       | 이곳이 새로운 세계인 거네      | 나가이 치아키 (永井千晶) | 칸베 마모루 (神戸守)                       | 마스야미 료지 (益山亮司) | 카와이 타쿠야(河合拓也)   | 타카세 토모아키 (高瀬智章) |